# Pozzol Groppo
Pozzol Groppo, (Posseu 'd Greupo en piemontès) és un municipi situat al territori de la província d'Alessandria, a la regió del Piemont (Itàlia).
Limita amb els municipis de Cecima, Godiasco, Momperone, Montemarzino i Volpedo.
Pertanyen al municipi les frazioni de Biagasco, Brienzone, Ca' D'Andrino, Ca' di Bruno, Casa Franchini, Casa Lucchi, Fracchio, Groppo Superiore, Monastero, Mongarizzo, Montemerlano, Monticelli i San Lorenzo (seu municipal).

## Galeria fotogràfica

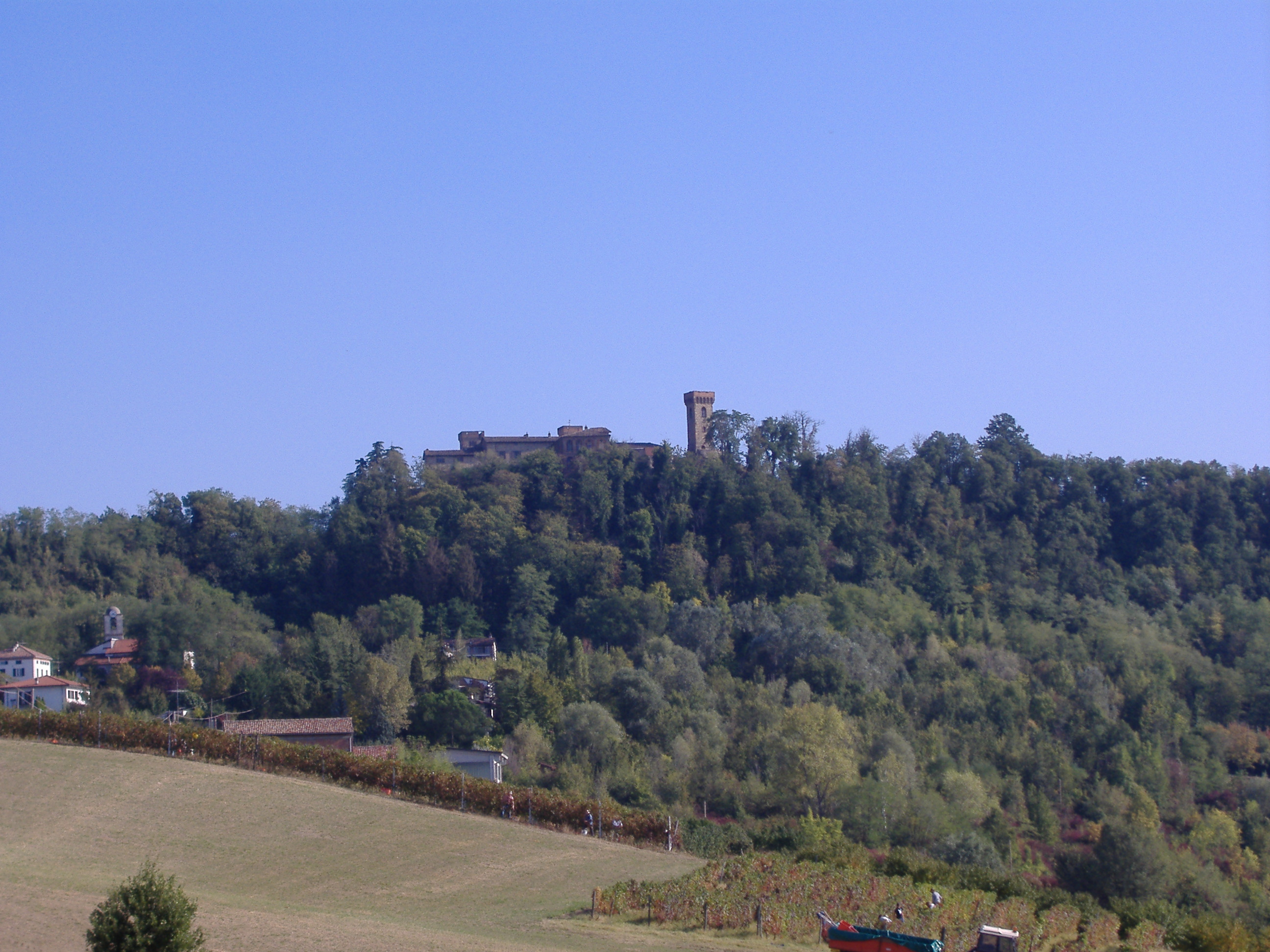
Castell de Pozzol Groppo